# (523617) 2007 PS45
(523617) 2007 PS45 est un transneptunien de magnitude absolue 5,6. 
Son diamètre est estimé à 310 km, ce qui pourrait le qualifie comme candidat au statut de planète naine.